# Asiet Isiekieszew
Asiet Orientajewicz Isiekieszew (oryg. Асет Орентаевич Исекешев; ur. 17 sierpnia 1971 w Karagandzie) – kazachski polityk, w latach 2014–2016 minister inwestycji i rozwoju, w latach 2016–2018 burmistrz Astany.

## Życiorys
Urodził się w Karagandzie w Kazachskiej SRR. W 1989 roku ukończył specjalną Szkołę Zawodową nr 5 w Uralsku.
W 1994 roku ukończył studia prawnicze na Kazachskim Uniwersytecie Narodowym im. Al-Farabiego w Ałmaty. W latach 1995–1997 był stażystą, asystentem i starszym asystentem prokuratora dzielnicy Medeu. W 1998 roku ukończył studia w Wyższej Szkole Administracji Publicznej przy Prezydencie Kazachstanu. Od 1998 do 1999 roku był zatrudniony jako główny specjalista Agencji Planowania Strategicznego i Reform Republiki Kazachstanu. Rok później został dyrektor departamentu ds. rejestracji i kontroli normatywnych aktów prawnych organów centralnych i lokalnych Ministerstwa Sprawiedliwości Republiki Kazachstanu. W 2001 roku awansował na pierwszego zastępcę przewodniczącego APK LLP „Sunkar”, prezydenta LLP „National Consulting Group” oraz wiceprezesa ds. rozwoju korporacyjnego i spraw prawnych OJSC „Ordabasy”.